# Lulu (opera)
Lulu – trzyaktowa, opera Albana Berga według dramatów Franka Wedekinda: „Duch Ziemi” i „Puszka Pandory”. Prapremiera 2 czerwca 1937 w Zurychu. Premiera pełnej wersji, uzupełnionej przez Friedricha Cerhę 24 lutego 1979 w Paryżu.

## Recepcja
Prace nad „Lulu” przerwała śmierć kompozytora. Jej ukończoną dwuaktową wersję wystawiono w Zurychu, natomiast trzyaktową, zrekonstruowaną przez austriackiego muzykologa Friedricha Cerhę czterdzieści dwa lata później w Paryżu, pod dyrekcją Pierre'a Bouleza i w reżyserii Patrice’a Chéreau. Pomimo oparcia materiału tematycznego na seriach, budowa opery posiada regularny charakter, nawiązujący do klasycznych form muzycznych. W drugim akcie przewidziane jest wprowadzenie projekcji filmowej, ilustrującej więzienne losy tytułowej bohaterki.

## Osoby
- Lulu – sopran
- Hrabina Geschwitz – mezzosopran
- Gimnazjalista – kontralt
- Garderobiana – kontralt
- Bankier – bas
- Dr Goll, pierwszy mąż Lulu – rola mówiona
- Malarz, drugi mąż Lulu – tenor
- Murzyn – tenor
- Dr Schön – baryton
- Alva, syn Schöna – tenor
- Schigolch, ojciec Lulu – bas
- Pogromca zwierząt – bas
- Rodrigo, atleta – bas
- Książę – tenor
- Przedsiębiorca teatralny – bas
- Matka piętnastolatki – kontralt
- Kuba Rozpruwacz – baryton

## Treść
Miejsce i czas akcji: Europa końca XIX wieku.

### Prolog
W cyrku pogromca zwierząt poskramia kolejne okazy. Na koniec pojawia się Lulu pod postacią węża.

### Akt I
W pracowni Malarza pozuje mu Lulu. Podejrzewający ich o romans Dr Goll, jej mąż, wyważa drzwi i na ich widok pada martwy. Poślubiwszy Malarza, Lulu nadal otacza się podejrzanymi indywiduami ze swej przeszłości. Dr Schön ujawnia Malarzowi swój romans z Lulu, wskutek czego popełnia on samobójstwo. W tym momencie przybywa syn Schöna – Alva – z wiadomością o wybuchu rewolucji w Paryżu. Lulu rozpoczyna karierę teatralną, utrzymując jednocześnie intymne związki z Alvą i jego ojcem.

### Akt II
Lulu poślubia Schöna, który jest zazdrosny o jej wielbicieli, w tym hrabinę Geschwitz. W trakcie sprzeczki Lulu strzela do męża z rewolweru, który on sam jej wręczył, by popełniła samobójstwo. Zostaje aresztowana. Projekcja filmowa ukazuje jej więzienne losy. Hrabina Geschwitz podczas odwiedzin dostarcza jej zakażone tyfusem ubrania, by znalazłszy się w szpitalu, mogła zostać uwolniona. Wyczerpana chorobą Lulu powraca do Alvy, z którym wyjeżdża za granicę.

### Akt III
Lulu i Alva oddają się hazardowi w domach gry. Kobieta jest szantażowana przez Markiza i Atletę, którzy znają jej przeszłość. Udaje się im wszakże zbiec do Londynu, ale są pozbawieni jakichkolwiek środków do życia. Dostarcza ich Lulu, trudniąc się nierządem. Pod postaciami klientów zjawiają się jej ofiary z przeszłości. Jeden z nich – Murzyn – zabija Alvę. Ostatnim okazuje się Kuba Rozpruwacz, który zabija ją oraz wiernie jej towarzyszącą Hrabinę Geschwitz. 